# Pärnu
Pärnu (alemão: Pernau, polonês: Parnawa) é uma cidade localizada na Baía de Pärnu, na costa do Mar Báltico, no sudoeste da Estônia. É um popular resort para as férias de verão com muitos hotéis, restaurantes e longas praias. O rio Pärnu atravessa a cidade. A área é servida pelo Aeroporto de Pärnu.
A cidade é também conhecida por Pyarnu, uma forma incorreta de transliteração do russo.

## História
Pärnu foi fundada em 1251 pelos Cavaleiros Teutônicos, que iniciaram a construção de um fortaleza nas proximidades, em 1265. A cidade, então conhecida pelo nome alemão de Pernau, foi uma integrante da Liga Hanseática e foi um importante porto para a Livônia. O Reino da Polônia controlou a cidade entre 1560 - 1617. Em 1609 houve uma batalha entre os exércitos poloneses e suecos próxima da cidade. Os suecos controlaram a cidade durante a Guerra da Livônia, no século XVI, mas ela foi anexada Império Russo em 1721, através do Tratado de Nystad como consequência da Grande Guerra do Norte.
A cidade tornou-se parte da independente Estônia após o término da Primeira Guerra Mundial.
Durante a Grande Guerra do Norte, a Universidade de Dorpat (Tartu) foi transferida para Pernau de 1699 a 1710. Atualmente a universidade tem um campus em Pärnu (1.000 estudantes no ano escolar de 2004/2005).

## Administração
A administração local consiste de um conselho e de um governo municipal. As eleições para o conselho municipal acontecem a cada três anos. O atual conselho municipal foi eleito em outubro de 2005. O número de conselheiros depende da população. O número atual de conselheiros é de 33.

## Turismo

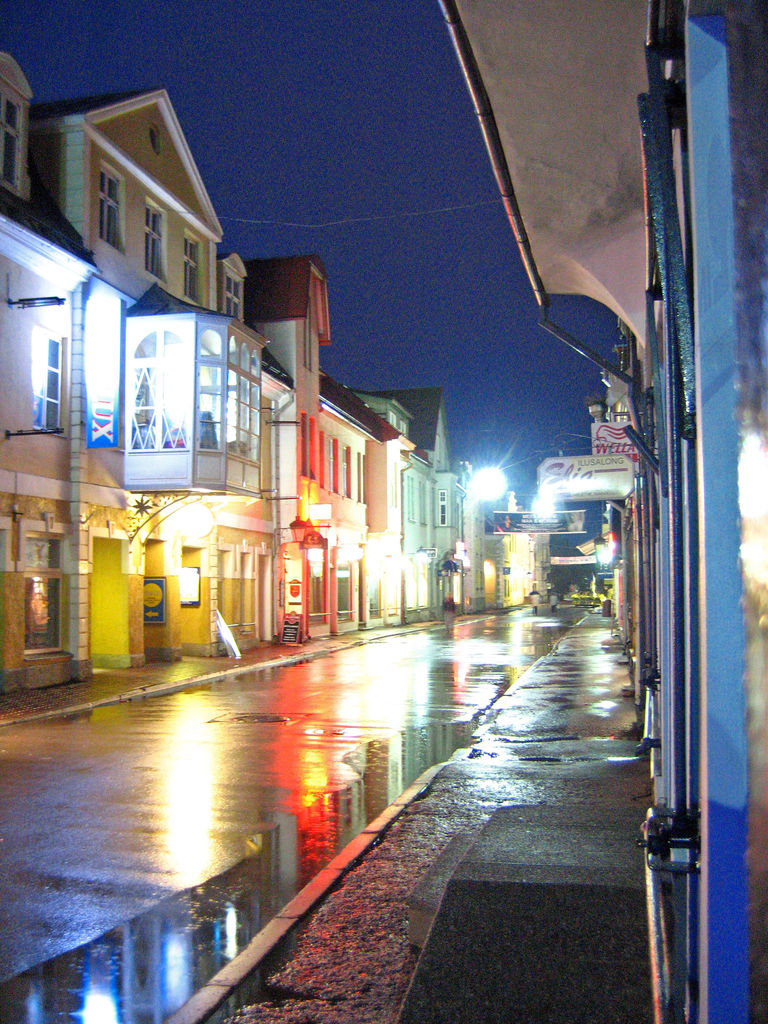
Centro de Pärnu a noite - 2005.

Pärnu é um resort para a saúde de reconhecimento internacional. Além de receber os visitantes que chegam de cerca de cinquenta países, ela também faz parte da European Spas Association (desde 2000) e da European Blue Flag que tem estado nas praias de Pärnu desde 2000. A maioria dos turistas de Pärnu são de finlandeses e estonianos. As equipes dos hotéis e restaurantes falam o inglês e um pouco de finlandês além do estoniano.
Em 1837, alguns empresários decidiram transformar uma isolada taverna próxima da praia em uma estabelecimento para banhos, este foi o início para que a cidade acabasse se transformando no atual resort de Pärnu. Este edifício de madeira foi o predecessor do atual banho de lama. O estabelecimento, que foi inaugurado em 1838, comportava 5-6 banheiros forneciam banhos quentes com a água do mar no verão e funcionava como sauna no inverno. O prédio de madeira foi incendiado durante a Primeira Guerra Mundial. Em 1927, o atual prédio construído em pedras do Banho de Lama de Pärnu foi construído no mesmo local. Mais tarde, foram construídos anexos para comportar uma unidade de banhos e uma piscina.
Hoje em dia, problemas das articulações, coluna espinhal e sistema nervoso periférico, ginecológicos e disfunções do sistema nervoso central são tratados nos Banhos de Lama de Pärnu. As terapias incluem hidroterapia, terapias com lama e ozocerite, massagens, laser e eletroterapias, terapias linfáticas e de inalação, aromaterapia e ECG. Há 130 quartos no hotel de Banhos de Lama.[carece de fontes?]
Desde 1996 Pärnu tem sido conhecida como a Capital do Verão da Estônia.